# جو دان (سياسي أمريكي)
جو دان (بالإنجليزية: Joe Dunn)‏ هو سياسي أمريكي، ولد في 1 فبراير 1968 في الولايات المتحدة. حزبياً، نشط في الحزب الجمهوري. وقد انتخب عضو مجلس نواب إلينوي.